# Flughafen Villahermosa

i8
i11
i13
Der Flughafen Villahermosa (spanisch Aeropuerto Internacional de Villahermosa, IATA-Code: VSA, ICAO-Code: MMVA) ist ein internationaler Flughafen bei der Großstadt Villahermosa im Bundesstaat Tabasco in Mexiko.

## Lage
Der Flughafen Villahermosa befindet sich etwa 50 km (Luftlinie) südlich der Küste des Golfs von Mexiko und etwa 600 km südöstlich von Mexiko-Stadt in einer Höhe von ca. 14 m.

## Flugverbindungen
Es werden hauptsächlich nationale Flüge nach Mexiko-Stadt und anderen mexikanischen Städten abgewickelt.

## Passagierzahlen
In den Jahren 2015 bis 2019 wurden jeweils annähernd 1,25 Millionen Passagiere abgefertigt. Danach erfolgte ein deutlicher Rückgang infolge der COVID-19-Pandemie.